# ISM-Anwendung
Die industrielle, wissenschaftliche und medizinische Anwendung von Hochfrequenzenergie (kurz: ISM-Anwendung | englisch Industrial, scientific and medical (ISM) applications (of radio frequency energy)) ist – gemäß Definition der Internationalen Fernmeldeunion (ITU) in der VO Funk – «die Nutzung elektromagnetischer Wellen durch Geräte oder Vorrichtungen für die Erzeugung und lokale Nutzung von Hochfrequenzenergie für industrielle, wissenschaftliche, medizinische, häusliche oder ähnliche Zwecke in ISM-Bändern, die nicht Telekommunikation ist».